# Buckenreuth (Nordhalben)
Buckenreuth ist ein Gemeindeteil des Marktes Nordhalben im Landkreis Kronach (Oberfranken, Bayern).

## Geographie
Der Weiler liegt am Waldhügel (675 m ü. NHN, 0,5 km westlich) und ist weitestgehend von Acker- und Grünland umgeben. Ein Anliegerweg führt zur Staatsstraße 2207/L 1095 (0,6 km südwestlich), die in Richtung Süden nach Nordhalben bzw. in Richtung Nordosten nach Rodacherbrunn verläuft.

## Geschichte
Buckenreuth gehörte zur Realgemeinde Nordhalben. Gegen Ende des 18. Jahrhunderts bestand der Ort aus drei Anwesen. Das Hochgericht übte das bambergische Centamt Nordhalben aus. Die drei Ganzhöfe waren freieigen und unterstanden keinem Grundherrn.
Mit dem Ersten Gemeindeedikt wurde Buckenreuth dem 1808 gebildeten Steuerdistrikt Nordhalben und der 1818 gebildeten Munizipalgemeinde Nordhalben zugewiesen.

### Einwohnerentwicklung
| Jahr      | 001818 | 001861 | 001871 | 001885 | 001900 | 001925 | 001950 | 001961 | 001970 | 001987 |
| Einwohner | *      | 22     | 21     | 20     | 24     | 24     | 17     | 15     | 16     | 14     |
| Häuser    | *      |        |        | 3      | 3      | 5      | 4      | 4      |        | 4      |
| Quelle    | [ 5 ]  | [ 7 ]  | [ 8 ]  | [ 9 ]  | [ 10 ] | [ 11 ] | [ 12 ] | [ 13 ] | [ 14 ] | [ 1 ]  |

## Religion
Der Ort ist römisch-katholisch geprägt und nach St. Bartholomäus (Nordhalben) gepfarrt.